# Agenzia europea per la sicurezza e la salute sul lavoro
L'Agenzia europea per la sicurezza e la salute sul lavoro (  EU-OSHA. ) fu fondata nel 1994 a Bilbao, in Spagna. L'obiettivo prefissato, già all'atto della fondazione, è quello di rendere i luoghi di lavoro europei più sicuri, produttivi e salutari, attraverso la condivisione e l'applicazione di informazioni di carattere giuslavoristico, sanitario e di prevenzione.

## Attività
L'agenzia ha uno staff specifico che si occupa, a livello professionale, di sicurezza e salvaguardia della salute presso il luogo di lavoro (OSH). 
A livello nazionale, è rappresentata attraverso un network di "punti focali" tra loro collegati, che generalmente gestiscono l'attività dell'OSHA nel singolo stato membro. Per l'Italia il focal point è l' ISPESL. URL consultato il 7 novembre 2017 (archiviato dall'url originale il 27 marzo 2015).
Tra le attività dell'agenzia si ricorda:
- Lavoro svolto a diretto contatto con stati, datori di lavoro e lavoratori.
- Organizzazione e pubblicazione di nuove ricerche scientifiche sui rischi presenti nei luoghi di lavoro, nonché statistiche, sulla base dei dati raccolti dall'OSH.
- Condivisione di informazioni libera e trasparente, per comunicare attraverso vari canali (principalmente siti web e newsletter), raggiungendo la quasi totalità di lavoratori e luoghi di lavoro.

Le campagne pubblicitarie includono i cosiddetti European Week for Safety and Health at Work (EW), che ogni volta sottolineano e focalizzano un dato aspetto inerente alla tematica lavoristica. 
- Assistenza nell'istruzione del diritto comunitario.
- Istituzione di un Risk Observatory (Osservatorio del Rischio) che colleziona ed analizza informazioni in merito alla sicurezza effettiva dei luoghi di lavoro, mantenendo informati sia i professionisti interni all'agenzia (dislocati nei vari stato membri) sia i politici locali, stimolando dibattiti ed, ovviamente, garantendo prevenzione concreta.

Il summenzionato  risk observatory fu fondato nel 2005 come parte integrante dell'Agenzia Europea per la Sicurezza e la Salute sul Lavoro.
Tale osservatorio mira ad identificare i nuovi rischi che possono, o potrebbero, presentarsi nei luoghi di lavoro promuovendo azioni di tipo preventivo.

## Campagne pubblicitarie
- Healthy Workplace Initiaive (HWI) è una campagna di sicurezza e prevenzione i cui obiettivi dichiarati sono le piccole imprese dell'Unione europea, della Turchia e della Croazia.  HWI: Good for you. Good for Business (archiviato dall'url originale il 18 ottobre 2007).
- EW2007 fu dedicata totalmente alle malattie muscolo-scheletriche.  Lighten the load. URL consultato il 4 febbraio 2018 (archiviato dall'url originale il 1º maggio 2008).
- EW2006 fu dedicata agli adolescenti, per assicurare un sicuro e salutare avvio alla loro vita lavorativa.  Safe start. URL consultato il 4 febbraio 2018 (archiviato dall'url originale il 20 ottobre 2007).
- EW2005 si focalizzò in particolare sulla tematica del cosiddetto inquinamento acustico presso il luogo di lavoro, sotto lo slogan: Stop that noise!  Stop that noise!. URL consultato il 4 febbraio 2018 (archiviato dall'url originale il 13 dicembre 2007).
- EW2004 diresse la propria attenzione sul settore delle costruzioni edilizie.  Building in safety. URL consultato il 4 febbraio 2018 (archiviato dall'url originale il 22 dicembre 2007).
- EW2003 fu dedicata alle sostanze pericolose, spesso maneggiate in particolari luoghi di lavoro. (EN) Dangerous substances, handle with care, su European Agency for Safety and Health at Work. URL consultato il 3 novembre 2020 (archiviato dall'url originale il 6 gennaio 2013).